# Norimasa Nakanishi
Norimasa Nakanishi (中西 規真 Nakanishi Norimasa?, nacido el 11 de abril de 1991 en Hyogo) es un futbolista japonés que se desempeña como defensa.

## Trayectoria

### Clubes
| Club          | País  | Año    |
| ------------- | ----- | ------ |
| YSCC Yokohama | Japón | 2014 - |

## Estadística de carrera

### J. League
| Club          | Año   | J. League | J. League | Copa J. League | Copa J. League | Total | Total |
| Club          | Año   | Part.     | Goles     | Part.          | Goles          | Part. | Goles |
| ------------- | ----- | --------- | --------- | -------------- | -------------- | ----- | ----- |
| YSCC Yokohama | 2014  | 33        | 2         | -              | -              | 33    | 2     |
| YSCC Yokohama | 2015  | 20        | 0         | -              | -              | 20    | 0     |
| YSCC Yokohama | 2016  | 23        | 0         | -              | -              | 23    | 0     |
| YSCC Yokohama | 2017  | 26        | 0         | -              | -              | 0\|   |       |
| Total         | Total | 102       | 2         | 0              | 0              | 102   | 2     |